# 美味賭王
《美味賭王》，為2009年由緯來電視網與果陀文化傳播有限公司所自製的電視電影，由王少偉、房思瑜、林美秀、卜學亮、董至成、羅北安主演。2009年1月26日於緯來電影台上檔。

## 劇情
故事大綱：
天生耳聰目明、五官發達的何青天，從小就酷愛美食佳餚，雖然為一代賭王何霸天的獨子，卻對賭博毫不感興趣，由於個性自我、特立獨行、只想做自己喜歡做的事，何青天很早就懂得拒絕父親的安排，不願接下賭王之位。直到有一天，何青天親眼目睹父親被人追殺身亡，自己也在逃難的過程中重傷，而後漂流至喜八島，因遭逢遽變而喪失記憶，變成傻里傻氣的貪財，關於貪財的故事就此展開…
侯西風，台灣賭界的老二，一直覬覦賭王的寶座，為人笑裡藏刀、老謀深算，台面上為何霸天多年的好友，台面下卻居心叵測預謀殺害何家父子想取得統領台、港、澳三地賭王之位；在順利殺害何霸天後，卻大意讓何青天帶著賭王印鑑逃走，侯西風一天不逮到何青天，心就多一天不安，沒有賭王印鑑在手，也無法名正言順穩坐賭王寶座。
小如是喜八島上唯一飲食店「好難吃小吃店」的老闆兼廚師，由開設喜八島賭場的阿?撫養長大，為人爽朗直接，性格活潑中帶點野，雖然身為主廚卻炒得一手難吃到死的菜；無意間，小如碰上了昏迷剛清醒的貪財，失憶的貪財猶如初生的小鴨般緊跟著小如，小如凹不過死纏爛打的貪財只好將他帶回家，在偶然的狀況下，小如及阿嬤發現了貪財做菜的天賦，從此貪財就被當成了小吃店的免費勞工使用，在喜八島待了下來。
失憶的貪財不再是那個聰明、以自我為中心的何青天了，他只會傻裡傻氣的跟著小如，聽小如的話，不知不覺中，小如與貪財建立了一種互相依賴的微妙感情，為了讓小如開心，貪財要參加喜八島的大活動 ~ 賭王季，贏得20兩黃金打造的骰子送給小如當禮物。
為了搜尋何青天的下落，侯西風的手下紅中、芭比兩人參加了喜八島上一年一度的賭王季比賽，預期能在賭王晉級時掌握到何青天的行蹤，然而以貪財身分應賽的何青天，非但沒有被認出，反而重挫紅中、芭比贏得了黃金骰子，贏得賭王季冠軍。
一個無心之過，一直愛慕小如的阿牛洩漏了貪財的行蹤，貪財的身分一揭露，侯西風立刻命人動手除掉貪財，陰錯陽差之下，貪財恢復了記憶，決心繼承父志，與侯西風來場公開的賭王對決，要再次坐穩賭王寶座。
而面對恢復記憶的貪財，已經不再傻氣老土，變成了聰明自我的貴公子何青天，小如不敢確定平凡的自己是否還能讓何青天放在心上? 

## 演員
| 角色        | 演員   | 個性、背景簡介 |
| 何青天/貪財 | 王少偉 | 25歲，男，澳門人，為一代賭王何霸天之子，雖在父親調教之下，從小耳聰目明、五官發達，但講話直接、不留餘地、特立獨行、只顧自己喜歡的事，何青天比起賭博他更酷愛美食，因而拒絕接下賭王之位，等到目睹父親被人追殺，獨自一人漂流至喜八島，因記憶喪失而變成傻里傻氣的貪財，之後因為一連串的陰錯陽差的曲折，讓他一步一步走上賭王之路。 |
| 何霸天      | 卜學亮 | 50歲，男，澳門人，賭術高超的世界賭王，掌管港台澳三地賭場，行事霸氣、性格高傲，因而得罪不少賭界人士，最後引來殺身之禍。妻子早逝，獨立撫養一子，很是疼愛，全心栽培讓他成為賭王接班人，可惜兒子雖有天分卻更愛美食。 |
| 小如        | 房思瑜 | 18歲，女，喜八島上唯一飲食店之老闆兼廚師，從小由阿嬤撫養長大，為人直接爽朗男孩子氣，性格活潑中帶點野，雖然身為主廚卻炒得一手難吃到死的菜，直到貪財出現後，才漸漸讓小如擺脫掉原來小男生的氣質，蛻變成小女人。 |
| 阿嬷        | 林美秀 | 60歲，女，喜八島賭場之老闆，常出老千詐賭，年輕喪夫，晚年喪子，獨立撫養孫女小如，標準歐巴桑性格，為人霸道多話、見錢眼開，直至阿雞師出現後，阿嬤頓時成為戀愛中的小女人，轉變之大讓大家傻眼。對阿雞師暱稱：「GiGi」。 |
| 阿牛        | 劉光遠 | 20歲，男，喜八島人，在小吃部工作，力大如牛，滿臉橫肉，從小仰慕暗戀小如，以她為生活的中心，因此在貪財出現後，阿牛百般苦思如何將貪財驅離小如身邊。 |
| 阿雞師      | 董至成 | 60歲，男，電視知名主廚，代言多項廚房用品，表面上為採訪節目而與初戀情人阿嬷重逢，但實際上阿雞師卻為何霸天之廚師，從小看著何青天長大，明查暗訪來到何青天身邊想要保護他。身懷絕技，以食品與廚具做攻擊與防禦武器。對阿嬤暱稱：「鐵雄」。                                                                                         |
| 侯西風      | 羅北安 | 50歲，男，台灣賭界之代表，笑裡藏刀、老謀深算，十足的笑面虎，台面上為何霸天多年的好友，台面下卻居心叵測預謀殺害何家父子，取得統領台、港、澳三地賭王之位。 |
| 紅中        | 胡康星 | 28歲，男，侯西風之姪兒，雖生得英俊挺拔，但卻天生一副鬥雞眼，想當賭王接班人不成，要逞兇鬥狠也不成，常讓侯西風是恨鐵不成鋼，生氣到胃抽筋。 |
| 芭比        | 華星童 | 27歲，女，侯西風的貼身保鏢，身材姣好、身手矯健，常做性感打扮，一心一意想在侯西風面前立功。 |

## 播出時間

### 首播
| 頻道       | 所在地 | 開播日期      | 播放時間  |
| ---------- | ------ | ------------- | --------- |
| 緯來電影台 | 臺灣   | 2009年1月26日 | 週日21:00 |

## 製作團隊
- 出品公司：緯來電視網股份有限公司
- 出品人：王郡
- 總策劃：林嘉莉
- 監　製：祁遠芬
- 製片人：辛建忠
- 製作公司：果陀文化傳播有限公司
- 製作人：辛建忠
- 導　演：张哲书
- 編　劇：張李怡君

## 外部連結
- 《美味賭王》官網 （页面存档备份，存于）